# Interstate 90
La Interstate 90 (I-90) è la più lunga Interstate Highway degli Stati Uniti, con 4.990,78 km. È la più settentrionale tra le autostrade coast to coast, e corre in gran parte parallela alla U.S. Route 20. Parte ad ovest da Seattle, nello stato di Washington, dove la I-90 confluisce sulla Edgar Martinez Drive S. nei pressi di Safeco Field e CenturyLink Field, e termina ad est a Boston sulla Massachusetts Route 1A nelle vicinanze dell'aeroporto internazionale Logan. La I-90 attraversa lo spartiacque continentale sul passo Homestake, appena ad est di Butte, nel Montana.
Ad est del confine tra Wisconsin e Illinois gran parte della I-90 è a pagamento. Fanno tuttavia eccezione i tratti di interstate: nel tratto urbano di Chicago; nell'area metropolitana di Cleveland e nel resto dell'Ohio nordorientale; in Pennsylvania; e in brevi sezioni di Buffalo, Albany e Boston.
La I-90 è costituita in gran parte da strade già preesistenti. Questo spiega perché molte porzioni non possiedono gli standard autostradali delle altre interstates, pur essendo molto simili.